# ایوو باسای
ایوو باسای (اسپانیایی: Ivo Basay‎؛ زادهٔ ۱۳ آوریل ۱۹۶۶) بازیکن فوتبال اهل شیلی است.

## باشگاهی
از باشگاه‌هایی که در آن بازی کرده‌است می‌توان به باشگاه فوتبال بوکا جونیورز، و باشگاه فوتبال کولو-کولو، باشگاه فوتبال استاد رنس، اشاره کرد.

## تیم ملی
وی همچنین در تیم ملی فوتبال شیلی بازی کرده‌است.